# Thiên hoàng Go-Horikawa
Thiên hoàng Go-Horikawa (後堀河天皇 (Hậu Quật Hà Thiên hoàng) Go-Horikawa-tennō, 22 tháng 3, 1212 – 31 tháng 8, 1234) là Thiên hoàng thứ 86 của Nhật Bản theo danh sách kế thừa truyền thống. Triều đại này kéo dài từ năm 1221 đến năm 1232.

## Phả hệ
Trước khi lên ngôi, ông có tên thật là Yutahito-shinnō (茂仁親王), còn được gọi là Motsihito-shinnō. Ông là con trai của thân vương Morisada, cháu trai của Thiên hoàng Takakura. Lúc còn bé, ông được ông nội nuôi là Thiên hoàng Go-Toba nuôi dưỡng để lập người kế vị.

## Lên ngôi Thiên hoàng
Tháng 7/1221, Thiên hoàng Chūkyō bất ngờ thoái vị theo lệnh của ông nội nuôi. Người anh em của ông là Motsihito lãnh chiếu kế vị. Trong thời gian khuyết ngôi Thiên hoàng, thân vương Morisada làm Nhiếp chính của ấu chúa
Tháng 12/1221, Motsihito chính thức lên ngôi và lấy hiệu là Thiên hoàng Go-Horikawa. Ông dùng lại niên hiệu của người tiền nhiệm làm niên hiệu kế tiếp; Jōkyū (1219-1222).
Thời kỳ Go-Horikawa lên ngôi đã chứng kiến sự phát triển thịnh vượng của Phật giáo, cụ thể là phái Tendai. Theo tài liệu của Ichirō Ishida và nhiều người khác, do chán cảnh giết chóc tàn bạo của Hoàng triều với Mạc phủ năm 1221, nhiều người lính quy y theo môn phái Tendai ngày càng nhiều. Ngay cả các Thiên hoàng tiền nhiệm và một số thân vương, quý tộc Nhật Bản cũng quy y theo Tendai; hoc tập giáo lý và thực hành của môn phái này.
Tháng 8/1232, vào thời niên hiệu Jōei (4/1232 - 11/1232), dưới áp lực của Shikken Hōjō Yasutoki (1224 - 1242), Go-Horikawa đã phải ban bố bộ luật Kanto gosenbai shikimoku. Do ban hành vào đúng niên hiệu của Thiên hoàng đang cai trị, nên bộ luật được nêu ngắn gọn là Jōei shikimoku. Theo đó, các đạo luật ban hành thời Taihō Ritsuryo đều bị bãi bỏ. Bộ luật này có 51 chương và được một hội đồng 13 người biên soạn trong nhiều tháng mới hoàn tất. Một số nội dung được bộ luật quy định như sau:
- Giới võ sĩ (samurai) được hưởng mọi đặc quyền về đất đai, kế thừa và các trách nhiệm về tài sản, ruộng đất. Các võ sĩ được cấp đất và được quyền sử dụng trong vòng 20 năm. Sau thời hạn đó, quyền sử dụng đất của võ sĩ sẽ được xem xét lại.
- shugo và jito sẽ quản lý chính về đất đai của cả nước, nhất là phần ruộng đất của các võ sĩ được chính quyền cấp.
- tầng lớp bình dân có nhiều quyền trong việc thừa kế tài sản, hôn nhân và xét xử
- phụ nữ được trao nhiều quyền hơn, trong đó có quyền thừa kế tài sản. Nếu con gái ruột mất hoặc bỏ đi, tài sản sẽ được trao cho con gái nuôi.
- đề ra các điều khoản trừng phạt nghiêm khắc với tội giết người, phản bội, cướp bóc và nổi loạn[8]

Tháng 11/1232, Go-Horikawa thoái vị và nhường ngôi cho con trai mới 1 tuổi là thân vương Mitsuhito. Thân vương sẽ lên ngôi, lấy hiệu là Thiên hoàng Shijō.
Sau khi thoái vị, ông lui về sống ở chùa và mất tại đó năm 1234.
Ông có 5 hoàng hậu và 5 người con:
- Hoàng hậu (Jingu): Sanjō (Fujiwara) Ariuko (三条(藤原)有子)
- Hoàng hậu (Chūgū): Konoe (Fujiwara) Nagako (近衛(藤原)長子)
- Hoàng hậu (Chūgū): Kujo (Fujiwara) Sonshi (九条(藤原)竴子). Bà này sinh ra: Hoàng tử Mitsuhito (秀仁親王, tức Thiên hoàng Shijō) và một em gái (không rõ tên)
- Quý phu nhân: Jimyōin (Fujiwara) no Motoko, con gái của Jimyōin (Fujiwara) Ieyuki (持明院(藤原)家行). Bà này sinh ra hai công chúa
- Quý phu nhân: Con gái của Fujiwara Kaneyoshi (藤原 兼 良). Bà này sinh ra một công chúa

### Kugyō
- Nhiếp chính: Konoe Iezane, d. 1242.
- Tả đại thần: Konoe Iemichi, 1204–1224.
- Hữu đại thần, Fujiwara Kintsugu, 1117–1227.
- Nội đại thần, Saionji Kintsune, 1171–1224.
- Đại nạp ngôn

### Niên hiệu
- Jōkyū (1219–1222)
- Jōō (1222–1224)
- Gennin (1224–1225)
- Karoku (1225–1227)
- Antei (1227–1229)
- Kangi (1229–1232)